# Honda e
La Honda e è una autovettura elettrica a 5 porte prodotta della casa automobilistica giapponese Honda dal 2019 al gennaio 2024.

## Il contesto

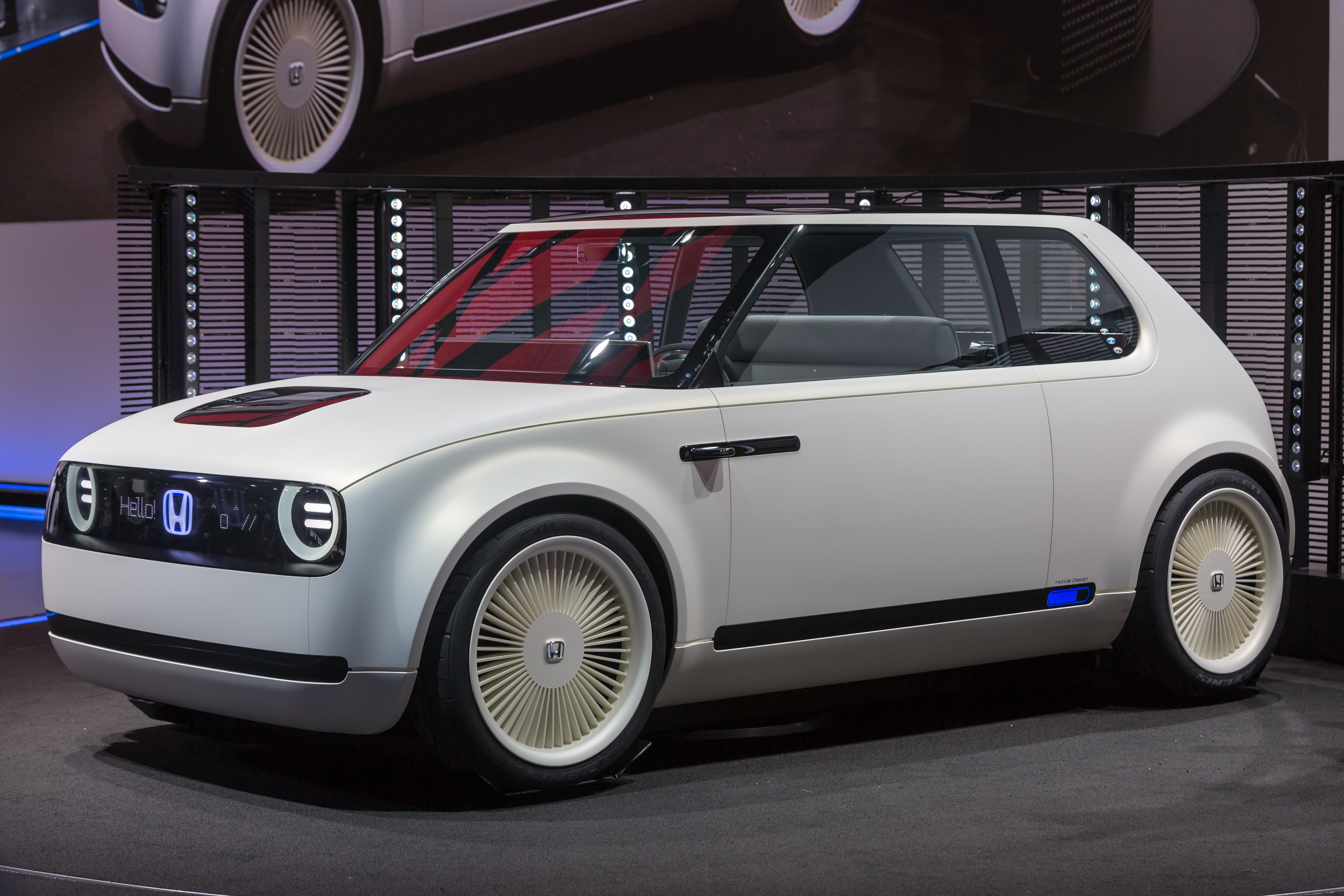
Il prototipo Honda Urban EV (2017) che ha anticipato la Honda e

### Design
La Honda e è una piccola utilitaria elettrica (da qui la denominazione "e"); si tratta della versione di produzione del prototipo Honda Urban EV Concept presentato per la prima volta nel 2017. Come la EV Plus anche la Honda e viene disegnata da Yuki Terai (responsabile degli esterni della vettura) e Fumihiro Yaguchi (responsabile degli interni) prendendo come ispirazione un design retrò con numerosi richiami alle vetture anni 70: nello specifico si rese omaggio ad alcune delle prime piccole vetture Honda come la Civic degli anni 70 e 80 e altri modelli dell’epoca europei come le Volkswagen Golf e Polo, Fiat 126 e 127 e la Autobianchi A112. La Honda aveva già intrapreso questo nuovo percorso stilistico vintage con la concept car Honda EV-N esposta nel 2009, e con le keicar Honda N360 in vendita in Giappone.

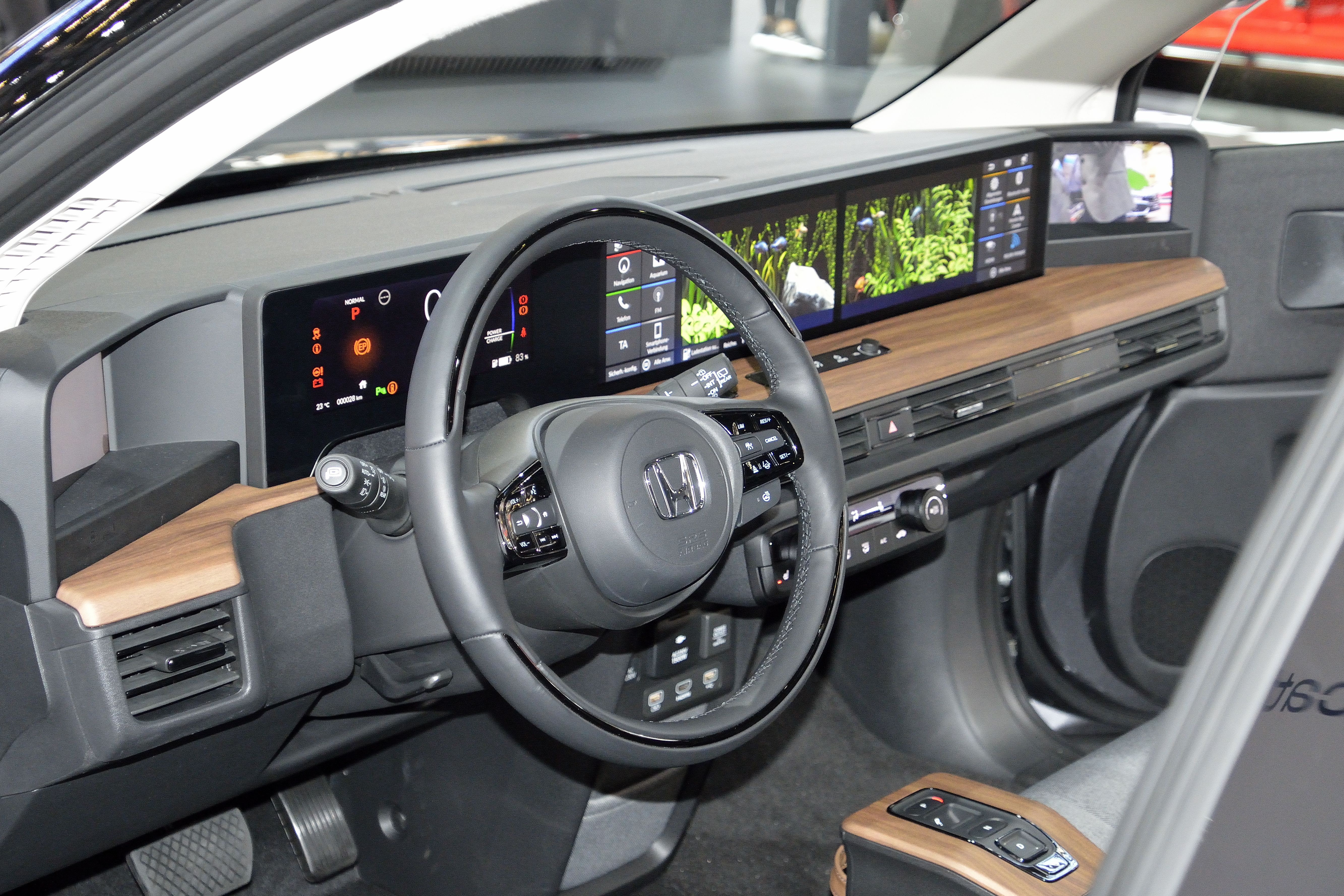
Gli interni

Gli interni presentano tre grandi display touchscreen orizzontali che gestiscono strumentazione (da 8,8″) e l’infotainment (da 12,3″) sia per il guidatore e per il passeggero ed intercorrono lungo tutta la plancia. Agli estremi vi sono altri due schermi che proiettano le telecamere che fungono da specchietti. Il sistema multimediale presenta  per la prima volta l'Assistente Personale Honda che si attiva con il comando vocale "Ok Honda" e interagisce con il guidatore. Di serie anche l'App My Honda+ che permette la connessione remota con la vettura riportando i dati del veicolo, come la ricarica delle batterie, l'autonomia e la posizione. Il sistema multimediale possiede connettività Apple CarPlay e Android Auto oltre a connessione bluetooth e wireless. L’abitacolo è omologato per 5 posti.

### Presentazione
La Honda e debutta in prima mondiale al Motor Show di Ginevra nel marzo 2019 in una veste ancora non definitiva. Il suo stile retrò abbina elementi tecnologici come le maniglie delle porte a scomparsa montate a filo della carrozzeria e le telecamere al posto degli specchietti retrovisori. Per facilitare la ricarica delle batterie la presa si trova al centro del cofano dell'auto. Il modello di produzione viene svelato pochi mesi dopo al salone di Francoforte.

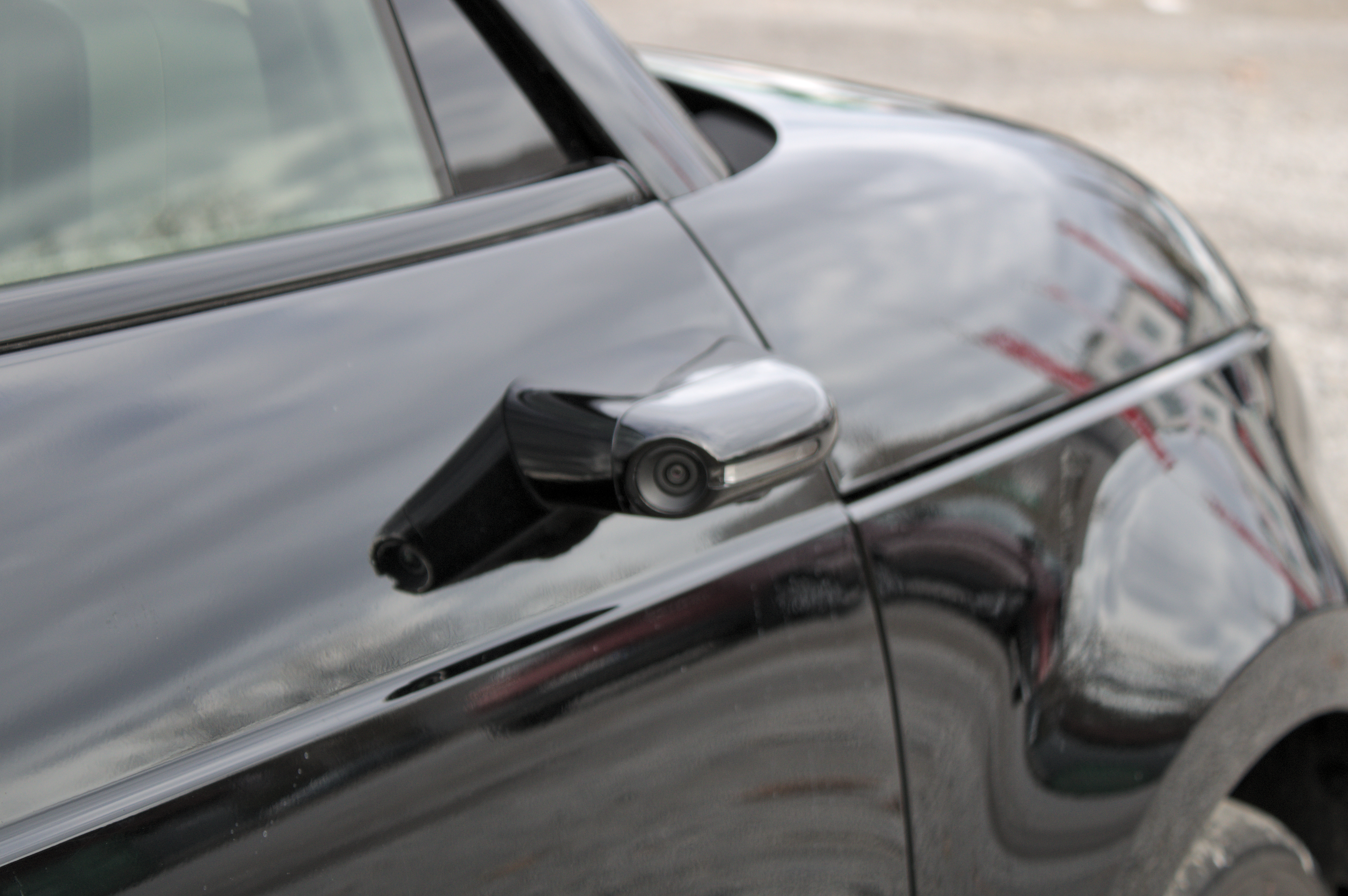
Dettaglio delle telecamere al posto degli specchietti retrovisori esterni

La carrozzeria è lunga 3 894 millimetri ed è larga 1 752 millimetri con una altezza di 1 512 millimetri. Il passo misura 2 530 millimetri.

## Caratteristiche

### Meccanica
Utilizza una piattaforma di base specifica dedicata appositamente ai veicoli elettrici a motore posteriore e trazione posteriore, con pavimento piatto e su cui è posizionato il pacco batteria (da 35,5 kWh) agli ioni di litio raffreddato ad acqua, questa soluzione permette di ottenere un abitacolo più spazioso e un baricentro più basso migliorando l’agilità della vettura. La distribuzione del peso 50/50. La trazione posteriore consente alle ruote anteriori di avere una maggiore articolazione dello sterzo, determinando un raggio di sterzata di circa 4,3 metri. La piattaforma presenta sospensioni indipendenti MacPherson sia all’anteriore che al posteriore. La carrozzeria è in acciai alto resistenziali misti ad acciai a deformazione programmata.

### Motore e batterie

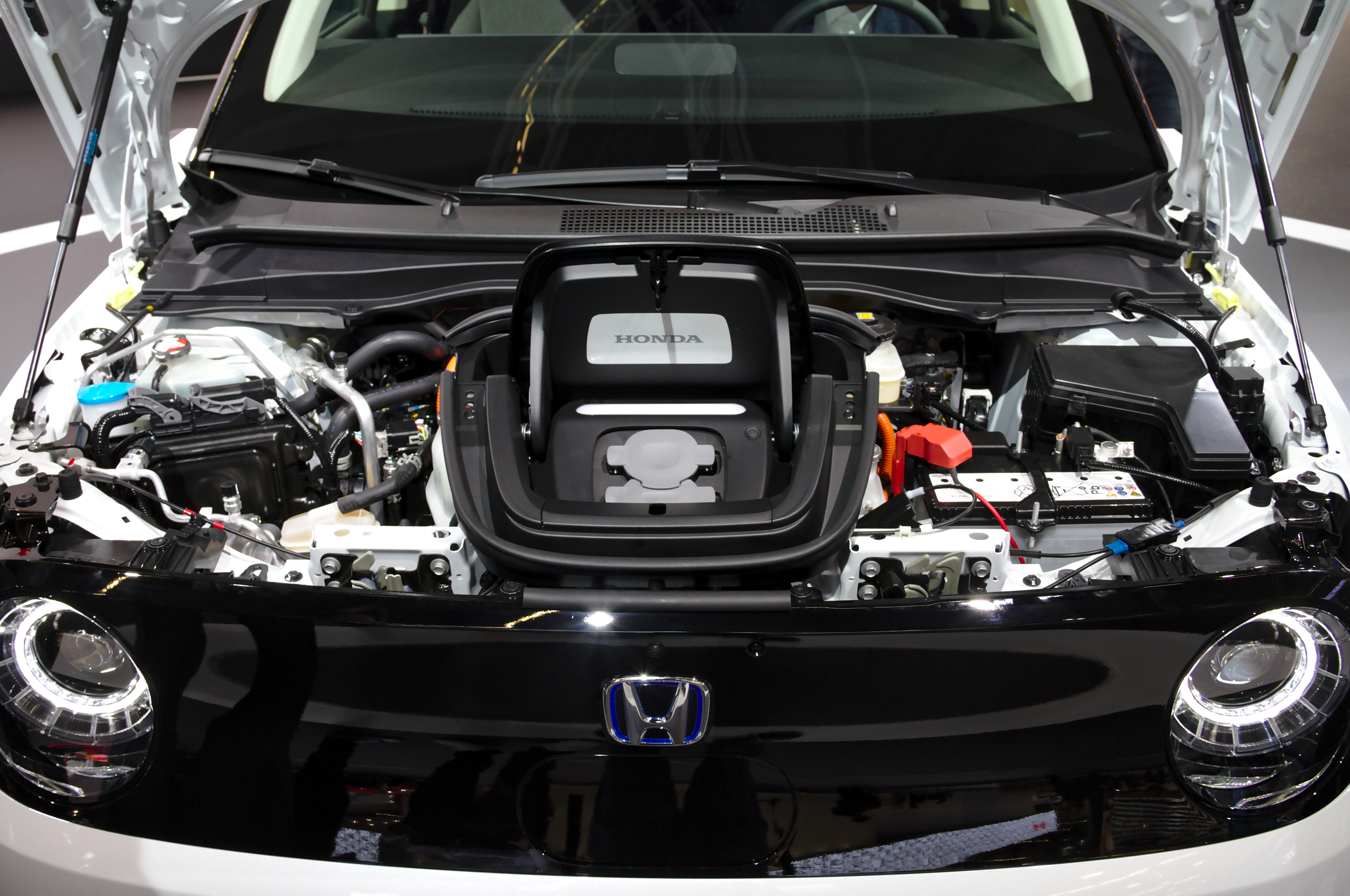
La porta di ricarica

La Honda e presenta un motore elettrico posteriore, che offre una potenza di 100 o 113 kW (136 o 154 CV); entrambe le varianti offrono una coppia motrice di 315 Nm. Secondo i dati di omologazione dichiarati, la vettura può accelerare da 0 a 100 km/h in 8,3 secondi. La vettura dispone anche della modalità di guida "Sport" per affinare la risposta all'accelerazione e della modalità "Single Pedal Control", in cui il rilascio dell'acceleratore attiva il sistema di frenata rigenerativa, rallentando l'auto senza utilizzare un pedale del freno separato. 
Il pacco batteria agli ioni di litio da 35,5 kWh offre un'autonomia di 222 km con i cerchi da 16″ e un'autonomia di 210 km con i cerchi da 17″ secondo i dati WLTP omologati. La vettura è dotata di un connettore CCS Combo 2, che consente sia la ricarica AC che la ricarica rapida DC. Con la ricarica rapida in corrente continua, l'auto può essere caricata all'80% della capacità in 30 minuti. Honda ha anche annunciato la disponibilità del Power Charge, un caricabatterie specifico progettato dalla stessa casa madre da installare a casa (come optional), che consente una velocità di carica massima di 7,4 kW (monofase) o 22 kW (trifase), a seconda della potenza fornita. Con un alimentatore da 32 A, il veicolo si carica al 100% della capacità utilizzando il caricabatterie in circa 4 ore.